# WTA-toernooi van Chicago
Het WTA-toernooi van Chicago is een tennistoernooi voor vrouwen dat in eerste instantie van 1971 tot en met 1997 plaatsvond in de Amerikaanse stad Chicago. De officiële naam van het toernooi was merendeels Virginia Slims of Chicago, maar in 1997 Ameritech Cup.
De WTA organiseerde het toernooi, dat in de negentiger jaren in de categorie "Tier II" viel en werd gespeeld op overdekte tapijtbanen.
Er werd door 28 deelneemsters per jaar gestreden om de titel in het enkelspel, en door 16 paren om de dubbelspeltitel. Aan het kwalificatietoernooi voor het enkelspel namen 32 speelsters deel, met vier plaatsen in het hoofdtoernooi te vergeven.
De Tsjechisch/Amerikaanse Martina Navrátilová was met twaalf enkelspeltitels (plus nog eens zeven in het dubbelspel) de uitgesproken kampioene van dit toernooi.
In 2018 en 2021 werd hier opnieuw gespeeld, in de categorie "Challenger" c.q. WTA 125 op hardcourtbuitenbanen. In 2021 werd op de XS Tennis Village-accommodatie na het challengertoernooi bovendien een WTA 250-editie gespeeld, onder de naam Chicago Women's Open. In het najaar volgde in het kader van het Chicago Tennis Festival 2021 ook nog een WTA 500-editie onder de naam Chicago Fall Tennis Classic .

## Officiële namen
| 1971–1978 | Virginia Slims of Chicago                                        |
| 1979–1982 | Avon Championships of Chicago                                    |
| 1983–1994 | Virginia Slims of Chicago                                        |
| 1995–1997 | Ameritech Cup                                                    |
| 1998–2017 | geen toernooi                                                    |
| 2018      | Oracle Challenger Series                                         |
| 2019–2020 | geen toernooi                                                    |
| 2021      | WTA Chicago 125 Chicago Women's Open Chicago Fall Tennis Classic |
| 2022      | geen toernooi                                                    |
| 2023      | Chicago Women's Open                                             |

## Meervoudig winnaressen enkelspel
| speelster             | aantal titels | in de jaren                     |
| --------------------- | ------------- | ------------------------------- |
| / Martina Navrátilová | 12            | 1978–1983, 1986–1988, 1990–1992 |
| Margaret Court        | 2             | 1973, 1975                      |

## Finales

### Enkelspel
| Datum      | Naam                        | Cat.          | ($)           | Ondergrond        | Winnares            | Verliezend finaliste      | Uitslag       |               |
| ---------- | --------------------------- | ------------- | ------------- | ----------------- | ------------------- | ------------------------- | ------------- | ------------- |
| 1971-08-16 | Virginia Slims of Chicago   |               | 20.000        | tapijt, binnen    | Françoise Dürr      | Billie Jean King          | 6-4, 6-2      |               |
| 1972       | geen toernooi               | geen toernooi | geen toernooi | geen toernooi     | geen toernooi       | geen toernooi             | geen toernooi | geen toernooi |
| 1973-03-05 | VS of Chicago               |               | 30.000        | tapijt, binnen    | Margaret Court      | Billie Jean King          | 6-2, 4-6, 6-4 |               |
| 1974-02-25 | VS of Chicago               |               | 50.000        | tapijt, binnen    | Virginia Wade       | Rosie Casals              | 2-6, 6-4, 6-4 |               |
| 1975-02-10 | VS of Chicago               |               | 75.000        | tapijt, binnen    | Margaret Court      | Martina Navrátilová       | 6-3, 3-6, 6-2 |               |
| 1976-01-25 | VS of Chicago               |               | 75.000        | tapijt, binnen    | Evonne Goolagong    | Virginia Wade             | 3-6, 6-3, 6-2 |               |
| 1977-02-07 | VS of Chicago               |               | 100.000       | tapijt, binnen    | Chris Evert         | Margaret Court            | 6-1, 6-3      |               |
| 1978-01-30 | VS of Chicago               |               | 100.000       | tapijt, binnen    | Martina Navrátilová | Evonne Goolagong          | 6-7, 6-2, 6-2 |               |
| 1979-01-29 | Avon Champ's of Chicago     |               | 200.000       | tapijt, binnen    | Martina Navrátilová | Tracy Austin              | 6-3, 6-4      |               |
| 1980-01-21 | Avon Champ's of Chicago     |               | 200.000       | tapijt, binnen    | Martina Navrátilová | Chris Evert               | 6-4, 6-4      |               |
| 1981-01-26 | Avon Champ's of Chicago     |               | 200.000       | tapijt, binnen    | Martina Navrátilová | Hana Mandlíková           | 6-4, 6-2      |               |
| 1982-01-25 | Avon Champ's of Chicago     |               | 150.000       | tapijt, binnen    | Martina Navrátilová | Wendy Turnbull            | 6-4, 6-1      |               |
| 1983-02-14 | VS of Chicago               |               | 150.000       | tapijt, binnen    | Martina Navrátilová | Andrea Jaeger             | 6-3, 6-2      |               |
| 1984-02-06 | VS of Chicago               |               | 150.000       | tapijt, binnen    | Pam Shriver         | Barbara Potter            | 7-6, 2-6, 6-3 |               |
| 1985-09-16 | VS of Chicago               |               | 150.000       | tapijt, binnen    | Bonnie Gadusek      | Kathy Rinaldi             | 6-1, 6-3      |               |
| 1986-11-10 | VS of Chicago               |               | 150.000       | tapijt, binnen    | Martina Navrátilová | Hana Mandlíková           | 7-5, 7-5      |               |
| 1987-11-09 | VS of Chicago               |               | 150.000       | tapijt, binnen    | Martina Navrátilová | Natallja Zverava          | 6-1, 6-2      |               |
| 1988-11-07 | VS of Chicago               | Tier III      | 250.000       | tapijt, binnen    | Martina Navrátilová | Chris Evert               | 6-2, 6-2      |               |
| 1989-11-06 | VS of Chicago               | Tier III      | 250.000       | tapijt, binnen    | Zina Garrison       | Larisa Savtsjenko         | 6-3, 2-6, 6-4 |               |
| 1990-02-12 | VS of Chicago               | Tier I        | 500.000       | tapijt, binnen    | Martina Navrátilová | Manuela Maleeva-Fragnière | 6-3, 6-2      | details       |
| 1991-02-11 | VS of Chicago               | Tier II       | 350.000       | tapijt, binnen    | Martina Navrátilová | Zina Garrison             | 6-1, 6-2      | details       |
| 1992-02-10 | VS of Chicago               | Tier II       | 350.000       | tapijt, binnen    | Martina Navrátilová | Jana Novotná              | 7-6, 4-6, 7-5 | details       |
| 1993-02-08 | VS of Chicago               | Tier II       | 375.000       | tapijt, binnen    | Monica Seles        | Martina Navrátilová       | 3-6, 6-2, 6-1 | details       |
| 1994-02-07 | VS of Chicago               | Tier II       | 400.000       | tapijt, binnen    | Natallja Zverava    | Chanda Rubin              | 6-3, 7-5      | details       |
| 1995-02-06 | Ameritech Cup               | Tier II       | 430.000       | tapijt, binnen    | Magdalena Maleeva   | Lisa Raymond              | 7-5, 7-6      | details       |
| 1996-10-28 | Ameritech Cup               | Tier II       | 450.000       | tapijt, binnen    | Jana Novotná        | Jennifer Capriati         | 6-4, 3-6, 6-1 | details       |
| 1997-11-03 | Ameritech Cup               | Tier II       | 450.000       | tapijt, binnen    | Lindsay Davenport   | Nathalie Tauziat          | 6-0, 7-5      | details       |
| 1998–2017  | geen toernooi               | geen toernooi | geen toernooi | geen toernooi     | geen toernooi       | geen toernooi             | geen toernooi | geen toernooi |
| 2018-09-04 | Oracle Challenger Series    | Challenger    | 150.000       | hardcourt, buiten | Petra Martić        | Mona Barthel              | 6-4, 6-1      | details       |
| 2019–2020  | geen toernooi               | geen toernooi | geen toernooi | geen toernooi     | geen toernooi       | geen toernooi             | geen toernooi | geen toernooi |
| 2021-08-16 | WTA Chicago 125             | WTA 125       | 115.000       | hardcourt, buiten | Clara Tauson        | Emma Raducanu             | 6-1, 2-6, 6-4 | details       |
| 2021-08-22 | Chicago Women's Open        | WTA 250       | 235.238       | hardcourt, buiten | Elina Svitolina     | Alizé Cornet              | 7-5, 6-4      | details       |
| 2021-09-27 | Chicago Fall Tennis Classic | WTA 500       | 565.530       | hardcourt, buiten | Garbiñe Muguruza    | Ons Jabeur                | 3-6, 6-3, 6-0 | details       |
| 2022       | geen toernooi               | geen toernooi | geen toernooi | geen toernooi     | geen toernooi       | geen toernooi             | geen toernooi | geen toernooi |
| 2023-08-21 | Chicago Women's Open        | WTA 125       | 115.000       | hardcourt, buiten | Viktoriya Tomova    | Claire Liu                | 6-1, 6-4      | details       |

### Dubbelspel
| Datum      | Naam                        | Cat.          | ($)           | Ondergrond        | Winnaressen                          | Verliezend finalistes                    | Uitslag          |               |
| ---------- | --------------------------- | ------------- | ------------- | ----------------- | ------------------------------------ | ---------------------------------------- | ---------------- | ------------- |
| 1971-08-16 | Virginia Slims of Chicago   |               | 20.000        | tapijt, binnen    | Judy Dalton Françoise Dürr           | Rosie Casals Billie Jean King            | 6-4, 7-6         |               |
| 1972       | geen toernooi               | geen toernooi | geen toernooi | geen toernooi     | geen toernooi                        | geen toernooi                            | geen toernooi    | geen toernooi |
| 1973-03-05 | VS of Chicago               |               | 30.000        | tapijt, binnen    | Rosie Casals Billie Jean King        | Karen Krantzcke Betty Stöve              | 6-4, 6-2         |               |
| 1974-02-25 | VS of Chicago               |               | 50.000        | tapijt, binnen    | Chris Evert Billie Jean King         | Françoise Dürr Betty Stöve               | 3-6, 6-4, 6-4    |               |
| 1975-02-10 | VS of Chicago               |               | 75.000        | tapijt, binnen    | Chris Evert Martina Navrátilová      | Margaret Court Olga Morozova             | 6-2, 7-6         |               |
| 1976-01-25 | VS of Chicago               |               | 75.000        | tapijt, binnen    | Olga Morozova Virginia Wade          | Evonne Goolagong Martina Navrátilová     | 6-7, 6-4, 6-4    |               |
| 1977-02-07 | VS of Chicago               |               | 100.000       | tapijt, binnen    | Rosie Casals Chris Evert             | Margaret Court Betty Stöve               | 6-3, 6-4         |               |
| 1978-01-30 | VS of Chicago               |               | 100.000       | tapijt, binnen    | Betty Stöve Evonne Goolagong         | Rosie Casals JoAnne Russell              | 6-1, 6-4         |               |
| 1979-01-29 | Avon Champ's of Chicago     |               | 200.000       | tapijt, binnen    | Rosie Casals Betty-Ann Stuart        | Ilana Kloss Greer Stevens                | 3-6, 7-5, 7-5    |               |
| 1980-01-21 | Avon Champ's of Chicago     |               | 200.000       | tapijt, binnen    | Billie Jean King Martina Navrátilová | Sylvia Hanika Kathy Jordan               | 6-3, 6-4         |               |
| 1981-01-26 | Avon Champ's of Chicago     |               | 200.000       | tapijt, binnen    | Martina Navrátilová Pam Shriver      | Barbara Potter Sharon Walsh              | 6-3, 6-1         |               |
| 1982-01-25 | Avon Champ's of Chicago     |               | 150.000       | tapijt, binnen    | Martina Navrátilová Pam Shriver      | Rosie Casals Wendy Turnbull              | 7-5, 6-4         |               |
| 1983-02-14 | VS of Chicago               |               | 150.000       | tapijt, binnen    | Martina Navrátilová Pam Shriver      | Kathy Jordan Anne Smith                  | 6-1, 6-2         |               |
| 1984-02-06 | VS of Chicago               |               | 150.000       | tapijt, binnen    | Billie Jean King Sharon Walsh        | Barbara Potter Pam Shriver               | 5-7, 6-3, 6-3    |               |
| 1985-09-16 | VS of Chicago               |               | 150.000       | tapijt, binnen    | Kathy Jordan Elizabeth Smylie        | Elise Burgin JoAnne Russell              | 6-2, 6-2         |               |
| 1986-11-10 | VS of Chicago               |               | 150.000       | tapijt, binnen    | Claudia Kohde-Kilsch Helena Suková   | Steffi Graf Gabriela Sabatini            | 6-7, 7-6, 6-3    |               |
| 1987-11-09 | VS of Chicago               |               | 150.000       | tapijt, binnen    | Claudia Kohde-Kilsch Helena Suková   | Zina Garrison Lori McNeil                | 6-4, 6-3         |               |
| 1988-11-07 | VS of Chicago               | Tier III      | 250.000       | tapijt, binnen    | Lori McNeil Betsy Nagelsen           | Larisa Savtsjenko Natallja Zverava       | 6-4, 3-6, 6-4    |               |
| 1989-11-06 | VS of Chicago               | Tier III      | 250.000       | tapijt, binnen    | Larisa Savtsjenko Natallja Zverava   | Jana Novotná Helena Suková               | 6-3, 2-6, 6-3    |               |
| 1990-02-12 | VS of Chicago               | Tier I        | 500.000       | tapijt, binnen    | Martina Navrátilová Anne Smith       | Arantxa Sánchez Vicario Nathalie Tauziat | 6-7, 6-4, 6-3    |               |
| 1991-02-11 | VS of Chicago               | Tier II       | 350.000       | tapijt, binnen    | Gigi Fernández Jana Novotná          | Martina Navrátilová Pam Shriver          | 6-2, 6-4         |               |
| 1992-02-10 | VS of Chicago               | Tier II       | 350.000       | tapijt, binnen    | Martina Navrátilová Pam Shriver      | Katrina Adams Zina Garrison              | 6-4, 7-6         |               |
| 1993-02-08 | VS of Chicago               | Tier II       | 375.000       | tapijt, binnen    | Katrina Adams Zina Garrison          | Amy Frazier Kimberly Po                  | 7-6, 6-3         |               |
| 1994-02-07 | VS of Chicago               | Tier II       | 400.000       | tapijt, binnen    | Gigi Fernández Natallja Zverava      | Manon Bollegraf Martina Navrátilová      | 6-3, 3-6, 6-4    |               |
| 1995-02-06 | Ameritech Cup               | Tier II       | 430.000       | tapijt, binnen    | Gabriela Sabatini Brenda Schultz     | Marianne Werdel Tami Whitlinger-Jones    | 5-7, 7-6, 6-4    |               |
| 1996-10-28 | Ameritech Cup               | Tier II       | 450.000       | tapijt, binnen    | Lisa Raymond Rennae Stubbs           | Angela Lettiere Nana Miyagi              | 6-1, 6-1         |               |
| 1997-11-03 | Ameritech Cup               | Tier II       | 450.000       | tapijt, binnen    | Alexandra Fusai Nathalie Tauziat     | Lindsay Davenport Monica Seles           | 6-3, 6-2         |               |
| 1998–2017  | geen toernooi               | geen toernooi | geen toernooi | geen toernooi     | geen toernooi                        | geen toernooi                            | geen toernooi    | geen toernooi |
| 2018-09-04 | Oracle Challenger Series    | Challenger    | 150.000       | hardcourt, buiten | Mona Barthel Kristýna Plíšková       | Asia Muhammad Maria Sanchez              | 6-3, 6-2         | details       |
| 2019–2020  | geen toernooi               | geen toernooi | geen toernooi | geen toernooi     | geen toernooi                        | geen toernooi                            | geen toernooi    | geen toernooi |
| 2021-08-16 | WTA Chicago 125             | WTA 125       | 115.000       | hardcourt, buiten | Eri Hozumi Peangtarn Plipuech        | Mona Barthel Hsieh Yu-chieh              | 7-5, 6-2         | details       |
| 2021-08-22 | Chicago Women's Open        | WTA 250       | 235.238       | hardcourt, buiten | Nadija Kitsjenok Raluca Olaru        | Ljoedmyla Kitsjenok Makoto Ninomiya      | 7-6, 5-7, [10-8] | details       |
| 2021-09-27 | Chicago Fall Tennis Classic | WTA 500       | 565.530       | hardcourt, buiten | Květa Peschke Andrea Petković        | Caroline Dolehide Coco Vandeweghe        | 6-3, 6-1         | details       |
| 2022       | geen toernooi               | geen toernooi | geen toernooi | geen toernooi     | geen toernooi                        | geen toernooi                            | geen toernooi    | geen toernooi |
| 2023-08-21 | Chicago Women's Open        | WTA 125       | 115.000       | hardcourt, buiten | Ulrikke Eikeri Ingrid Neel           | Cristina Bucșa Aleksandra Panova         | walk-over        | details       |